# Drepanogynis umbrosa
Drepanogynis umbrosa là một loài bướm đêm trong họ Geometridae.